# Dolby
Dolby Laboratories, Inc. (a menudo acortada a Dolby Labs y conocida simplemente como Dolby), es una compañía con sede en Estados Unidos especializada en el desarrollo de técnicas para mejorar la calidad de los sistemas de almacenamiento de audio, tanto analógicos como digitales.

## Historia
Dolby Labs fue fundada por Ray Dolby en Inglaterra en 1965. La compañía se trasladó a San Francisco, California, Estados Unidos, en 1976. El primer producto que lanzó fue la Reducción de ruidos Dolby tipo A, una técnica de reducción de ruido simple, que aplica compresión durante la grabación y una expansión relativa durante la reproducción. Una de las características que lo diferenciaba de otros productos similares fue que actuaba sólo sobre los sonidos de bajo volumen, que se ven más afectados por el ruido de la cinta. Dolby promocionó el producto entre las compañías cinematográficas.
Este primer sistema se conoció como Dolby A y proporcionaba una corrección sobre las bajas y altas frecuencias del espectro audible.
Ray Dolby fue convencido por Henry Kloss de KLH para fabricar una versión doméstica de su tecnología de reducción de ruido. Así, Dolby trabajó más sobre los sistemas de compresión/expansión dinámica (variable) y lanzó el tipo B en 1968. Sin embargo, Dolby no fabricó los productos domésticos directamente, sino que licenció la tecnología a los fabricantes de electrónica de consumo.
Dolby también buscó mejorar el sonido de las películas cinematográficas. Como refiere la propia compañía:

Tras investigar, Dolby halló que muchas de las limitaciones de las técnicas ópticas de sonido procedía directamente de su significativamente alto ruido de fondo. Para filtrar este ruido, la respuesta de alta frecuencia de los sistemas de reproducción de las salas cinematográficas era recortado deliberadamente. [...] Empeorando aún más las cosas, para incrementar la inteligibilidad de los diálogos en tales sistemas, los técnicos de sonido grababan las pistas sonoras con tanto preénfasis en las frecuencias altas que resultaba en una alta distorsión.

La primera película con sonido Dolby fue La naranja mecánica (1971), que usó la reducción de ruido Dolby en todas las pre-mezclas y másters, si bien en las copias se incluyó una pista sonora óptica convencional. Callan (1974) fue la primera película con una pista de sonido óptica codificada con tecnología Dolby. En 1975 Dolby presentó el Dolby Stereo, que incluía un sistema de reducción de ruido además de más canales de audio (pudiendo incluir canales centrales y envolventes adicionales fundidos desde la izquierda y la derecha). La primera película con una banda sonora óptica Dolby estéreo fue Lisztomania (1975), si bien sólo usó una técnica de codificación LCR. La primera banda sonora LCRS auténtica fue la incluida en la película Ha nacido una estrella (1976). En menos de diez años, más de 6000 salas de cine en todo el mundo fueron equipadas para reproducir sonido Dolby Stereo. Dolby modificó ligeramente el sistema para uso doméstico y lanzó el Dolby Surround, que sólo extraía un canal envolvente, y el más impresionante Dolby Pro Logic, que era el equivalente doméstico del Dolby Stereo cinematográfico.
Dolby desarrolló una técnica de compresión digital de sonido envolvente para el cine. Dolby Stereo Digital (actualmente llamado simplemente Dolby Digital) fue presentado por primera vez en la película Batman Returns (1992). Presentado en el mercado del cine en casa como Dolby AC-3 con el lanzamiento en laserdisc de Peligro inminente (1995), el formato no logró una gran difusión en el mercado doméstico, parcialmente porque era necesario el uso de equipamiento adicional para poder disfrutarlo, hasta que fue adoptado como parte de la especificación del DVD. El Dolby Digital está actualmente presente en la HDTV, reproductores de DVD y muchos receptores de televisión por satélite y cable.
El 17 de febrero de 2005 la compañía salió a bolsa, ofreciendo sus acciones en la Bolsa de Nueva York con el símbolo DLB.
El 8 de enero de 2007 Dolby anunció la llegada de un producto completamente nuevo llamado Dolby Volume en el CES. Este producto permite al usuario mantener un volumen constante mientras cambia de canal o programa (por ejemplo, anuncios publicitarios ruidosos).
En abril de 2012, Dolby compró la empresa española IMM Sound, que había patentado el sistema de sonido del mismo nombre. Una vez Dolby compró esta empresa, cambió el nombre del sistema: pasó a llamarse Dolby ATMOS. La primera película fue Brave de los estudios Pixar.

## Tecnologías

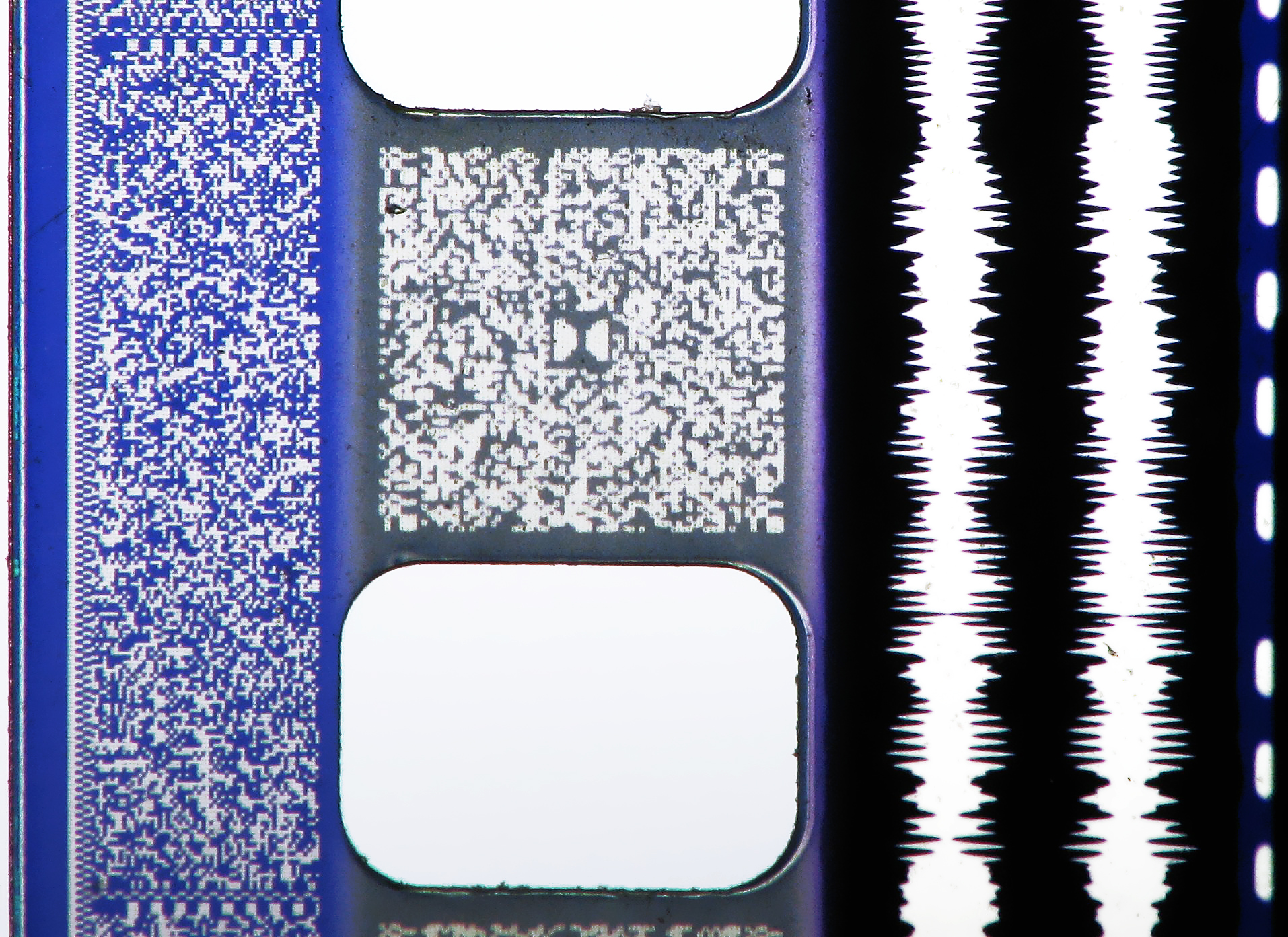
Fotografía de un segmento impreso. Se pueden apreciar los cuatro formatos de audio (o pista cuádruple). De izquierda a derecha:
SDDS (área azul a la izquierda), Dolby Digital (zona gris entre los agujeros dentados), sonido analógico (dos líneas blancas a la derecha de la pista Dolby Digital) y el código de tiempo para DTS (línea punteada a la derecha de la pista analógica).

- Dolby A/B/C/S-Type NR (Noise Reduction, ‘reducción de ruido’): Sistemas de reducción de ruido para cintas y casetes analógicos.
- Dolby SR (Spectral Recording, ‘grabación espectral’): Sistema de reducción de ruido profesional de cuatro canales usado desde 1986 que mejora el rango dinámico de las grabaciones y transmisiones analógicas en hasta 25 dB. Dolby SR es usado por ingenieros de grabación y posproducción, locutores y otros profesionales de sonido. Es también un punto de referencia en el sonido analógico cinematográfico, estando incluso actualmente en casi todas las copias de 35 mm. En películas con bandas sonoras digitales, la pista SR se usa en salas de cines no equipadas con equipos de reproducción digital y sirve como respaldo en caso de problemas con la pista digital.
- Dolby FM (Frequency Modulation, frecuencia modulada): Sistema de reducción de ruido para las emisiones de radio FM. Dolby FM usaba un Dolby tipo B combinado con un preénfasis de 20 microsegundos. Este sistema fue integrado en un pequeño número de receptores y usado por unas cuantas emisoras a finales de los años 1970 y principios de los 1980, estando actualmente en desuso.
- Dolby Digital, también conocido como AC-3 (Audio Codec 3, ‘códec de audio 3’) y SR-D (Spectral Recording-Digital, ‘grabación espectral digital’): Sistema que proporciona sonido digital mediante seis canales independientes (lo que se llama también 5.1). Los tres canales frontales (izquierdo/central/derecho) proporcionan diálogos claros y nítidos y una ubicación precisa de los sonidos en pantalla, mientras los canales envolventes gemelos (trasero izquierdo/trasero derecho) rodean al público y lo sumergen en la acción. El canal LFE (Low-Frequency Effects, ‘efectos de baja frecuencia’) proporciona un impacto real para las explosiones y otros efectos que pueden ser literalmente sentidos además de oídos. Como el canal LFE usa sólo sobre una décima parte del ancho de banda que los demás, se le llama canal .1. Dolby Digital se usa en cines y DVD y en las emisiones digitales por satélite (DBS), cable, DTV y HDTV. También puede ser usado para emitir radio.
  - Dolby Digital Surround EX: Introduce un canal central trasero en el formato de reproducción 5.1 del Dolby Digital. Se extrae a partir de los canales trasero derecho y trasero izquierdo un canal codificado de forma matricial, por lo que tendremos un sonido 6.1 pero no de forma real, ya que este sexto canal no está grabado de forma independiente.
  - Dolby Digital Plus: Códec de audio basado en y compatible con Dolby Digital, pero más avanzado. El DVD Forum ha seleccionado Dolby Digital Plus como formato de audio estándar para el HD DVD. Dolby Digital Plus puede también aplicarse en entornos con ancho de banda limitado, como las emisiones de televisión.
- Dolby E : Sistema de codificación profesional optimizado para la distribución de sonido envolvente multicanal a través de infraestructura de posproducción y emisión de dos canales, o para grabar sonido en dos pistas de audio de cintas de vídeo digitales, servidores de vídeo, enlaces de comunicación, conmutadores y enrutadores convencionales. La señal Dolby E no llega a los espectadores finales, siendo recodificada justo antes de la transmisión final en el formato de audio especificado por los diferentes estándares de televisión digital.
- Dolby Headphone (‘auriculares’): Tecnología que permite simular sonido envolvente 5.1 usando unos auriculares estéreo convencionales.
- Dolby HX Pro: Sistema de alimentación única usado en los grabadores de cinta de gama alta para incrementar el margen de sobrecarga. La polarización (bias) de grabación varía según el componente de alta frecuencia de la señal que se grabe. No realiza modificaciones sobre el sonido real que se está grabando, ni requiere una grabadora especial. Cualquier cinta grabada con Dolby HX Pro tendrá, en teoría, mejor sonido en cualquier reproductor.
- Dolby Pro Logic, Dolby Pro Logic II, Dolby Pro Logic IIx, Dolby Pro Logic IIz.
- Dolby Stereo o simplemente Dolby Analog: Es la tecnología óptica analógica original desarrollada para las copias en 35 mm y que codifica en cuatro canales de sonido: izquierdo/central/derecho (situados tras la pantalla) y surround (que se oye por los altavoces ubicados en los laterales y el fondo de la sala) para el sonido ambiente y efectos especiales. Esta tecnología también emplea una reducción de sonido de tipo A o SR, enumeradas más arriba respecto a las cintas de casete analógicas.
- Dolby TrueHD: Es la tecnología de codificación sin pérdida de nueva generación de Dolby. Ofrece una reproducción de sonido idéntica bit a bit con el máster de estudio. Soporta hasta siete canales independientes a 24-bit/96kHz más un canal LFE, formando así una disposición 7.1, junto con el soporte a la interfaz HDMI. Ha sido elegido como formato obligatorio para el estándar HD DVD y opcional para el Blu-ray. Dolby True HD puede soportar teóricamente más canales, pero se ha limitado su número a 8 en ambos estándares.
- Dolby Atmos.[5] Es una nueva tecnología de mejora del sonido implementada en los teléfonos inteligentes, cines, música, y sistemas de audio de hogar.